# タシュケント
タシュケント（ウズベク語: Toshkent, Тошкент [tɒʃˈkent]、ロシア語: Ташкент, Tashkent, [tɐʂˈkʲent]）は、ウズベキスタンの首都。人口219万人は中央アジア最大級である。ウズベキスタン北東部、シルダリヤ川の支流であるチルチク川の流域に位置する歴史的なオアシス都市。

## 名前の由来
都市名はテュルク語で「石の町」という意味である。ペルシア語表記では تاشكند (Tāshkand) である。タシケントと表記されることも多い。

## 地理

### 地区

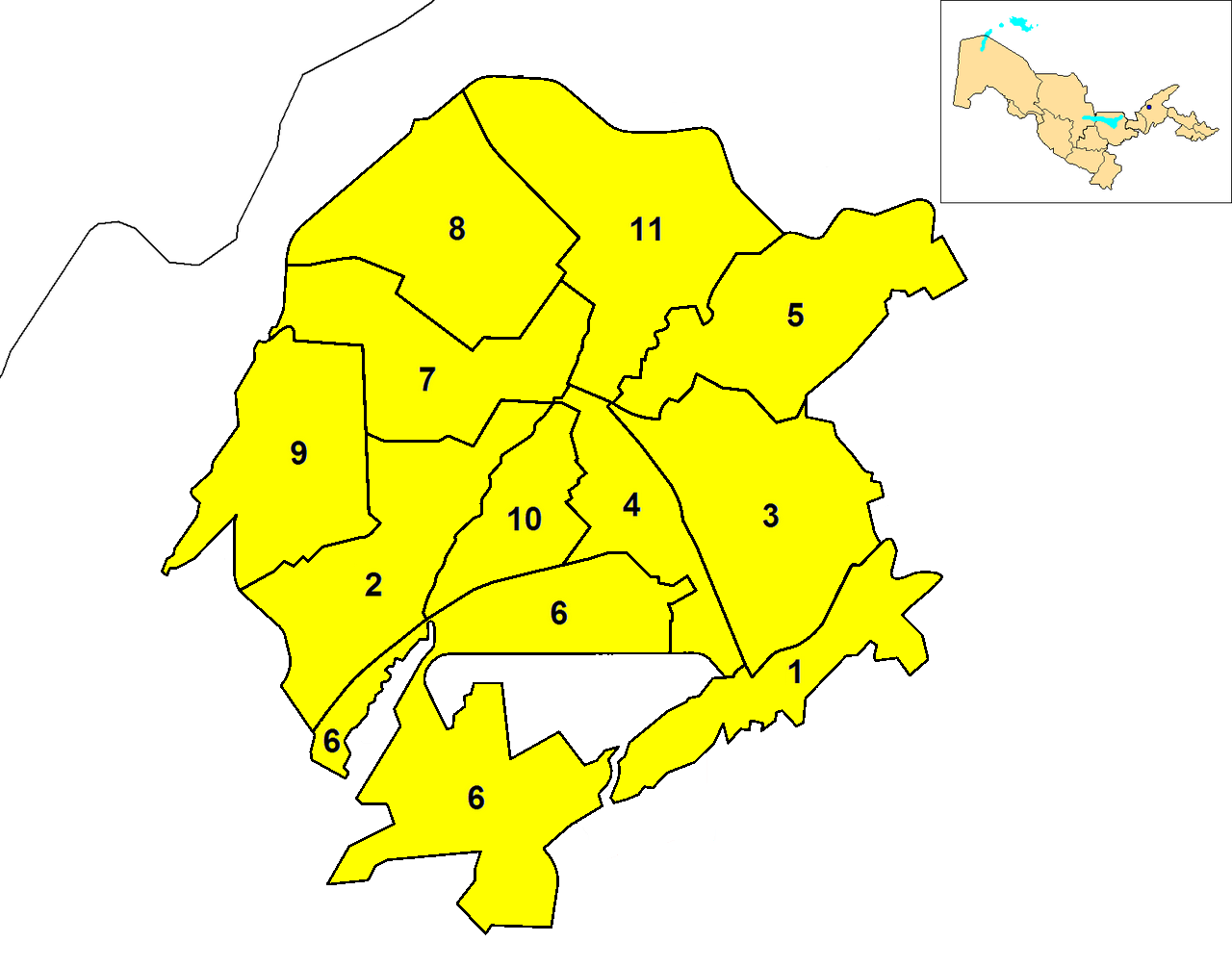
タシュケントの地区

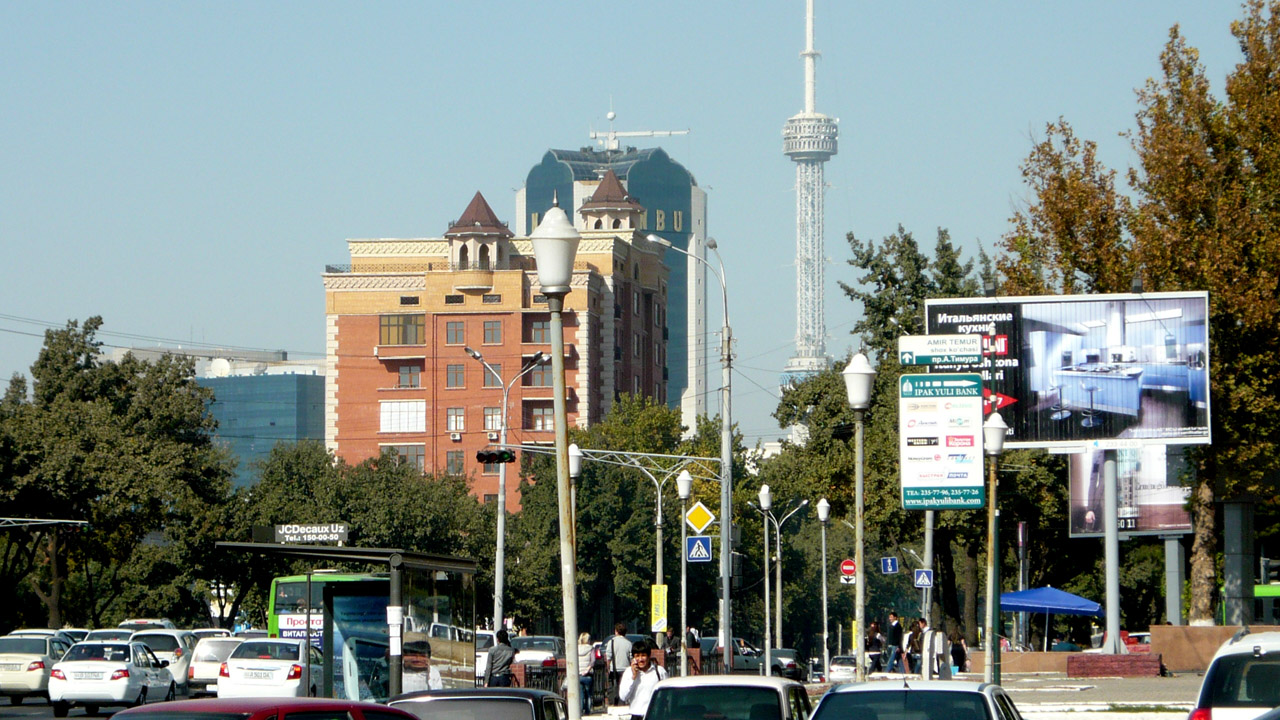
タシュケントの通り

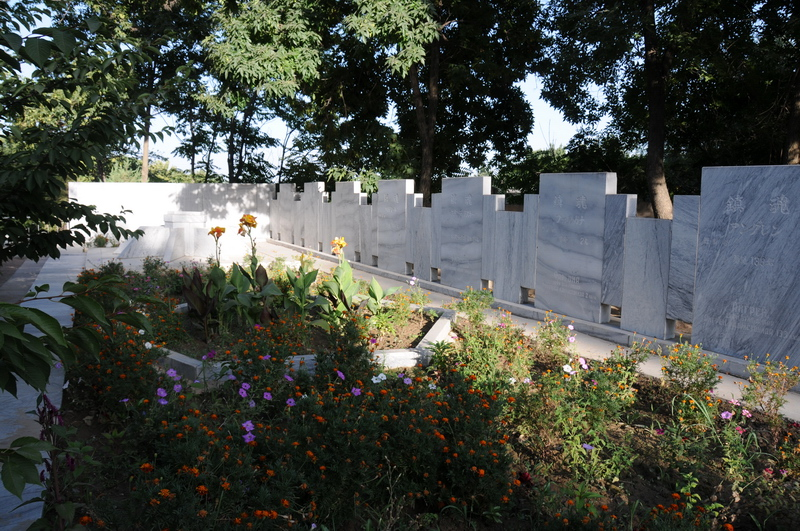
ヤッカサライ地区にあるタシケント抑留日本人墓地

タシュケントは現在以下の地区（ウズベク語: Tuman）に分かれている。
| 番号 | 地区名                 | 人口 (2009) | 面積 (km2) | 人口密度 (人/km2) | 地図 |
| ---- | ---------------------- | ----------- | ---------- | ----------------- | ---- |
| 1    | ベクテミール地区       | 27,500      | 20.5       | 1,341             |      |
| 2    | チランザール地区       | 217,000     | 30.0       | 7,233             |      |
| 3    | ヤシュナバード地区     | 204,800     | 33.7       | 6,077             |      |
| 4    | ミラバード地区         | 122,700     | 17.1       | 7,175             |      |
| 5    | ミルザ・ウルグベク地区 | 245,200     | 31.9       | 7,687             |      |
| 6    | セルゲリ地区           | 149,000     | 56.0       | 2,661             |      |
| 7    | シャイハンターフル地区 | 285,800     | 27.2       | 10,507            |      |
| 8    | アルマザール地区       | 305,400     | 34.5       | 8,852             |      |
| 9    | ウチュテパ地区         | 237,000     | 28.2       | 8,404             |      |
| 10   | ヤッカサライ地区       | 115,200     | 14.6       | 7,890             |      |
| 11   | ユヌサバード地区       | 296,700     | 41.1       | 7,219             |      |

トルキスタン総督府が置かれていた時代は4つの地区 (daha) から成り立っていた。ベシュヤグハチュ、ククチャ、シャイハンターフル、セブザール。
1940年に地区 (ロシア語: район) の見直しが行われ６地区に再編された。オクティアブル、キーロフ、スターリン、フルンゼ、レーニン、クイビシェフ。
1981年までに現在のような11地区に改編された。

### 人口
人口統計
1983年時点において、タシュケント256km2圏内に住む人口は約1,902,000人であった。1991年には約2,136.600人へと増加した。タシュケントはソビエト連邦時代にはモスクワ、レニングラード（サンクトペテルブルク）、キエフに続く第4の都市であった。現在でもタシュケントはCIS諸国とバルト三国の中で第4の都市の地位を維持している。
2012年1月1日時点のタシュケントの人口は約2,309,300人であった。 (これには一時的な居住者が含まれていると推定されている。)
現在のタシュケントの民族構成はウズベク人が多数を占め、2013年の調査では65.0%となっている。一方、ロシア人は1970年当時は40.8%を占めていたが2013年には18.0%まで急減している。これは、ウズベク人の流入や高出生率による人口増加と独立以降のロシア系住民の流出や低出生率によるものである。
また、民族調査ではウズベク人としてカウントされているタジク人も相当数いると見込まれる他、ウクライナ人、タタール人、クリミア・タタール人やウイグル人、アルメニア人、高麗人、カザフ人などで構成される多民族都市となっている。タシュケントではウズベク語を理解しない人も少なくなく、ウズベキスタンでは独立時にロシア語は公用語から排除され、ウズベク語への一本化が図られたもの、ロシア系住民の多いタシュケントではロシア語は広く共通語として用いられている。タシュケントのロシア人人口は最盛期には70万人に達していたが、2013年には42万人に減少した。それでもロシア、ウクライナ国外の都市の中で、カザフスタンのアルマトイに次ぐ人口規模となっている。
| 民族       | 1970年(人) | (%)   | 1989年(人) | (%)   | 2008年(人) | (%)    | 2013年(人) | (%)   |
| ウズベク人 | -          | -     | 907,842    | 44.2% | -          | 63.0 % | 1,528,000  | 65.0% |
| ロシア人   | 564,880    | 40.8% | 699,262    | 34.0% | -          | 20.0 % | 423 000    | 18.0% |
| タタール人 | -          | -     | 128,790    | 6.8%  | -          | 4.5 %  | 105,000    | 4.5%  |
| その他     | -          | -     | -          | 15.0% | -          | 12.5   | -          | 12.5% |

## 歴史

### 古代
タシュケントはソグド語での古名をチャーチュ (c'c : Čāč)、またはチャーチュカンドともいい、ペルシア語でもチャーチュ（ چاچ Chāch）と称し、アラビア語ではシャーシュ（ شاش Shāsh）と呼ばれた。『シャー・ナーメ』でもそのように記されている。チルチク川の形作るタシュケント・オアシスの主邑として、またカザフ草原・天山山脈北麓の遊牧地帯とマー・ワラー・アンナフルのオアシス定住農耕地帯を中継する商業都市として古代から繁栄した。
康居の中心地であったと推定される。
国際交易では中国にまで名を知られ、『後漢書』以来石国と呼ばれた。また「チャーチュ」の音写として「者舌」（『魏書』）や隋唐時代の「柘支」、玄奘三蔵の『大唐西域記』では「赭時」と書かれた。ソグド人が中国地域で用いた一字姓では、チャーチュ出身者は「石」姓を名乗った。750年には唐の将軍高仙芝が石国に侵攻したためにシャーシュ（チャーチュ）はイスラムのアッバース朝に支援を求め、タラス河畔の戦いのきっかけをつくった。その後、さまざまなイスラム王朝と北方の遊牧民の支配を経て次第に都市住民のイスラム化・テュルク化が進展した。サーマーン朝時代にはBinkathとも呼ばれた。

### 中世
カラハン朝の10世紀末頃から「タシュケント」の名も現れる。1214年にはホラズム・シャー朝に、1219年にはチンギス・カンに、それぞれ破壊される。しかし、ティムール朝そしてシャイバーニー朝によって町は再建される。『西域番国志』によると、15世紀初頭、明の永楽帝の命を受けた陳誠が、陸路でこの地（「達失干」と記録されている）を訪れている。
モンゴル帝国時代にはペルシア語の「チャーチュ」やアラビア語の「シャーシュ」で呼ばれるのが一般的であったようだが、ムガル朝の始祖バーブルは自伝である『バーブル・ナーマ』において「タシュケンドは書物には“シャーシュ”または“チャーチュ”と書かれて」いると述べており、彼が中央アジアで活躍した16世紀頃には既に「タシュケント」の方がティムール朝の王族たちなどではより一般化していたらしいことが窺える。都市の名前が「チャーチュ（シャーシュ）」から「タシュケント」へ変化した原因は、恐らく「チャーチュ」の音写に由来する「石国」をウイグル地方などのテュルク語で直訳した形だと思われるが、これが現地でも使われるようになったのはウイグル地方とマー・ワラー・アンナフル双方を領有していたチャガタイ・ウルスの影響が考えられる。

### 近代

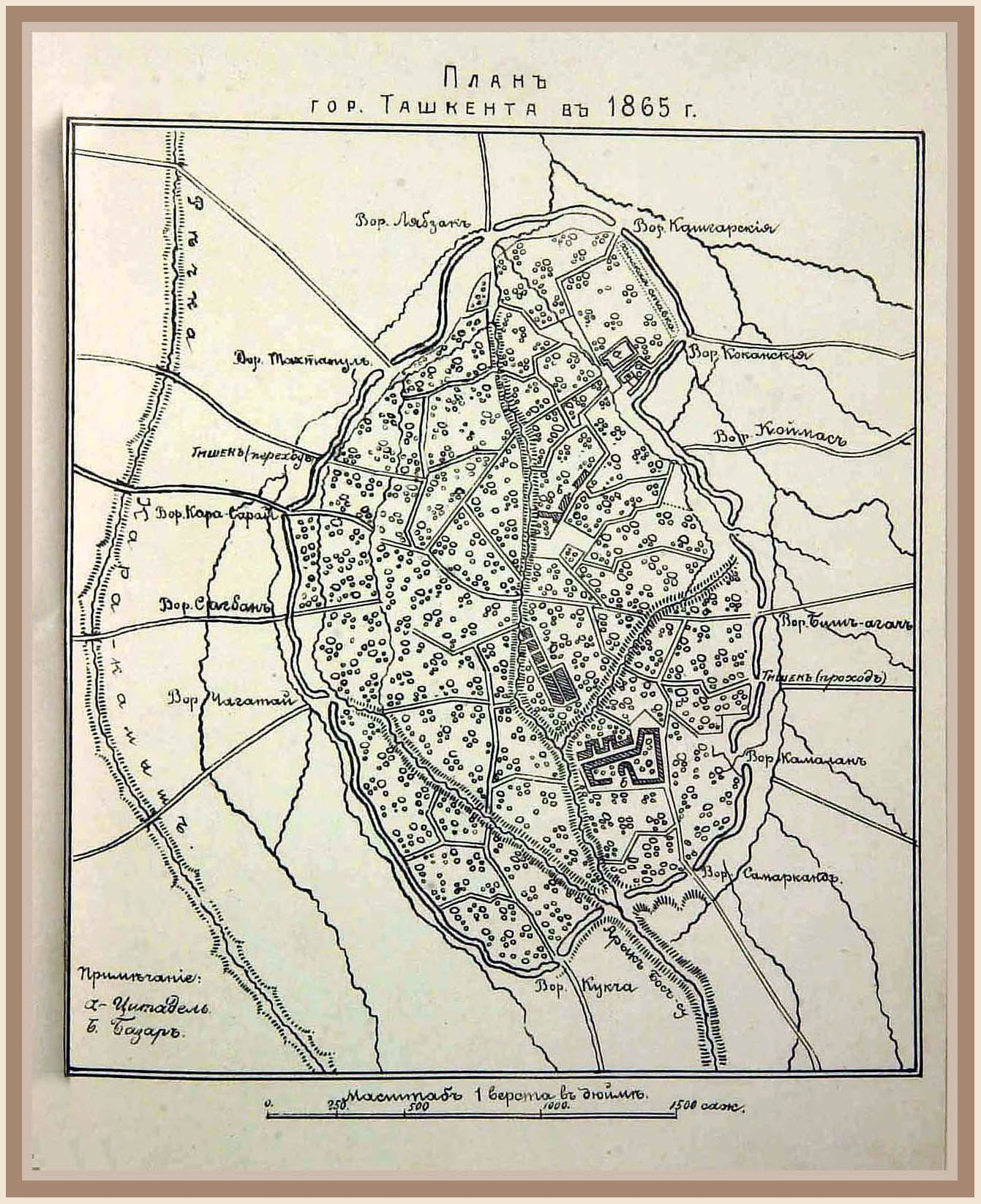
1865年当時の街の区画

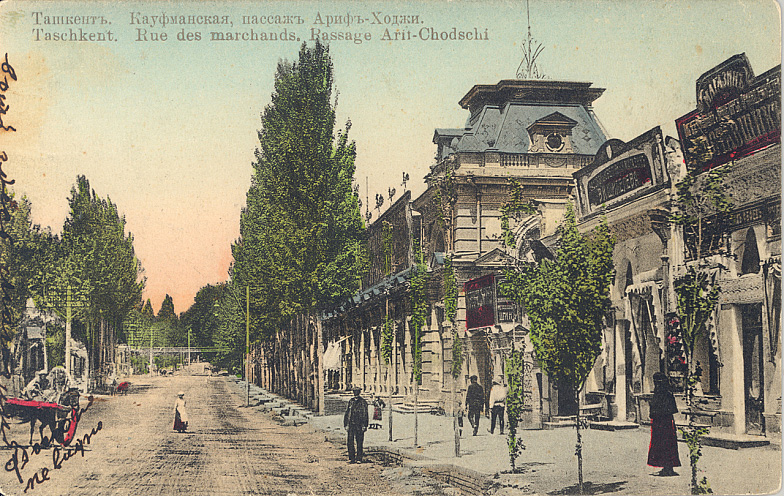
1917年当時の街の様子を描いた絵

タシュケントは、1809年にはコーカンド・ハン国の支配下に入った。当時、人口は10万人を越えてロシアとの交易で栄える経済都市となった。
1865年、帝政ロシア軍が夜間攻撃で侵攻、防御が堅固で激しい戦闘となったが制圧に成功、ロシアはタシュケントを直轄領に組み入れ、1867年にトルキスタン総督府が設置され、ロシアの中央アジア支配の拠点となった。旧市街の外側にロシア人の住む新市街ができ、ロシア人商人などが続々と移住してきた。また、中央アジアをめぐるロシアと英国の衝突で、スパイの暗躍する町となった。1874年のトルキスタン軍管区設置や1889年のカスピ海横断鉄道延伸などの新事業に従事する労働者階級のロシア人は、やがてロシア革命の中央アジアでの担い手となっていった。
ロシア革命が起こると、トルキスタン自治ソビエト社会主義共和国の首都となり、再び中央アジアをめぐるロシアと英国が衝突し、英国のフレデリック・ベイリーらスパイの暗躍する町となった。1924年にはウズベク・ソビエト社会主義共和国に編入され、1930年、サマルカンドに代わって首都となった。
第二次世界大戦が起こると、ナチス・ドイツの侵攻を受けたヨーロッパ・ロシアから工場が疎開され、市の工業化が進み、ロシア人の割合も急増していった。
戦後、第386収容地区（ラーゲリ）が設置され、日本人のシベリア抑留の対象地のひとつとなった。日本人捕虜は、中央アジア最大のバレエ・オペラ劇場たるナヴォイ劇場の工事などに従事した。犠牲となった者の日本人墓地も残る。

### 戦後から現代
1966年4月26日、大地震に見舞われ、78000棟の家屋が倒壊した。地震後、計画的な都市作りが行われたため、非常にソ連的な町並みとなった。ソ連時代、ウラル山脈の東で最大の都市であった。アフガニスタン紛争 (1978年-1989年)ではソ連の軍事的拠点となった。ウズベキスタン独立後の今日でも大きなロシア人社会を抱えているが、町並みからロシア色は消えつつある。

## 経済

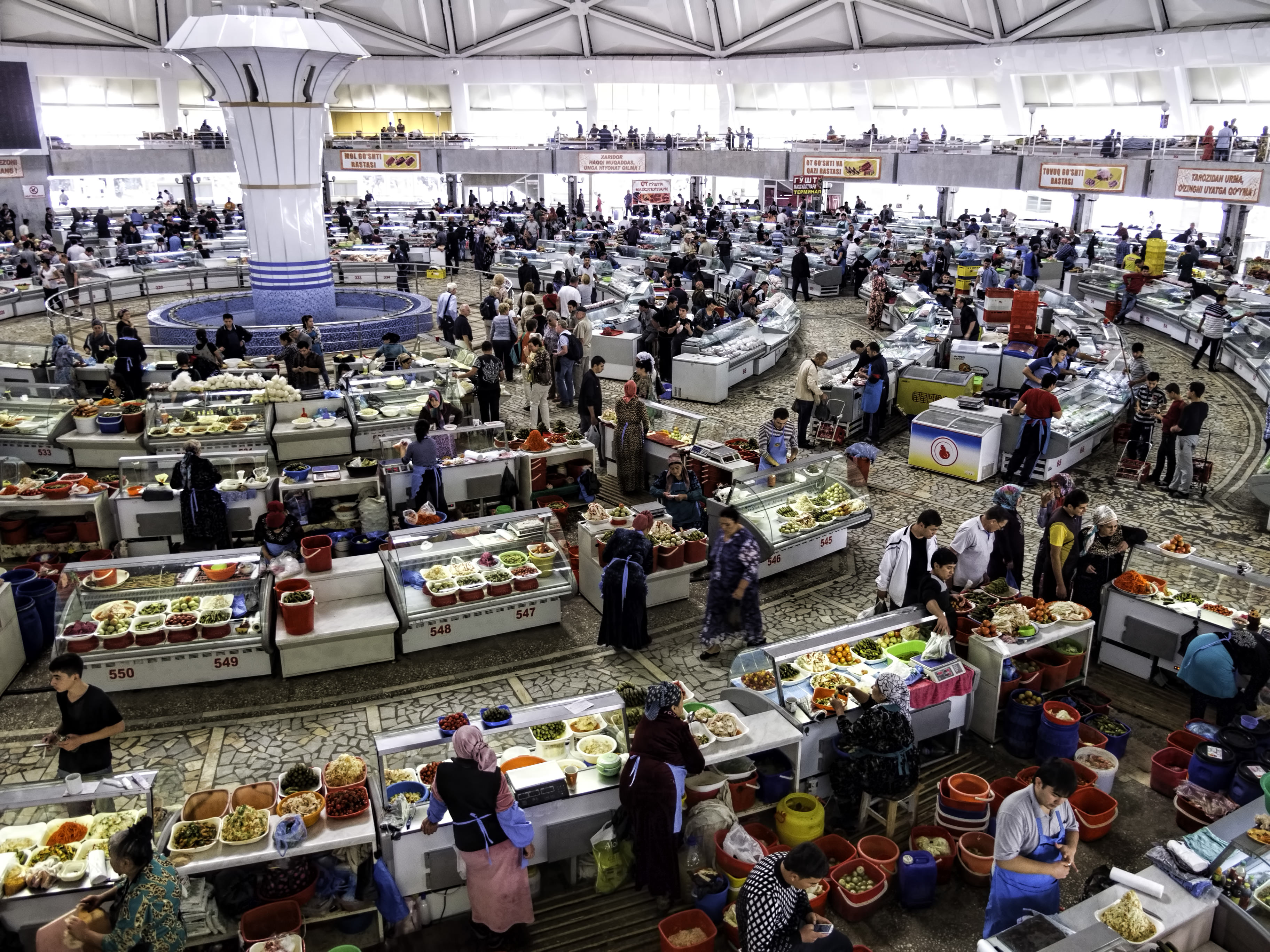
屋内中央市場　内部

### 商業
古来より、タシュケントはシルクロードの中継都市として多くのものが集まる物流の中心地として発展していた。現在でも大規模なチョルスー・バザールが所在するなど国内最大の商都である。

### 都市開発
- 中央アジアで2つしかない地下鉄のある都市である（もう一つはカザフスタンのアルマトイ）。
- 独立広場には、かつてソビエト連邦でもっとも高いウラジーミル・レーニンの像（約30m）が建設されていた。レーニン像は1992年に撤去され、代わりにウズベキスタンの位置を示した地球儀の像が設置された。
- ウズベキスタン政府、労働組合、民間の医療施設や歯科施設がある。
- アーンスト・アンド・ヤング、デロイト トウシュ トーマツ、プライスウォーターハウスクーパース、Gravamen Fidelis、Fides LLPなどのアメリカ合衆国やヨーロッパのコンサルティング会社の事務所がある[9]。

## 情報通信

### マスメディア

#### 放送局
- 複数のテレビ局とケーブルテレビ局が中央アジア最大の建築物であるタシュケントタワーから電波に乗せて放送を行なっている。

また、中央アジアでは最も早く2008年にデジタル放送が導入され、2015年を目処に完全移行する予定である。（その後、トルクメニスタンでは2011年に、カザフスタンでは2012年にデジタル放送が導入された。キルギスとタジキスタンでは2015年までにデジタル放送が導入される予定である。）

#### 新聞社
- ウズベク語による新聞9紙が発行されており、その他に英字新聞4紙、ロシア語新聞9紙が発行されている。

## 教育

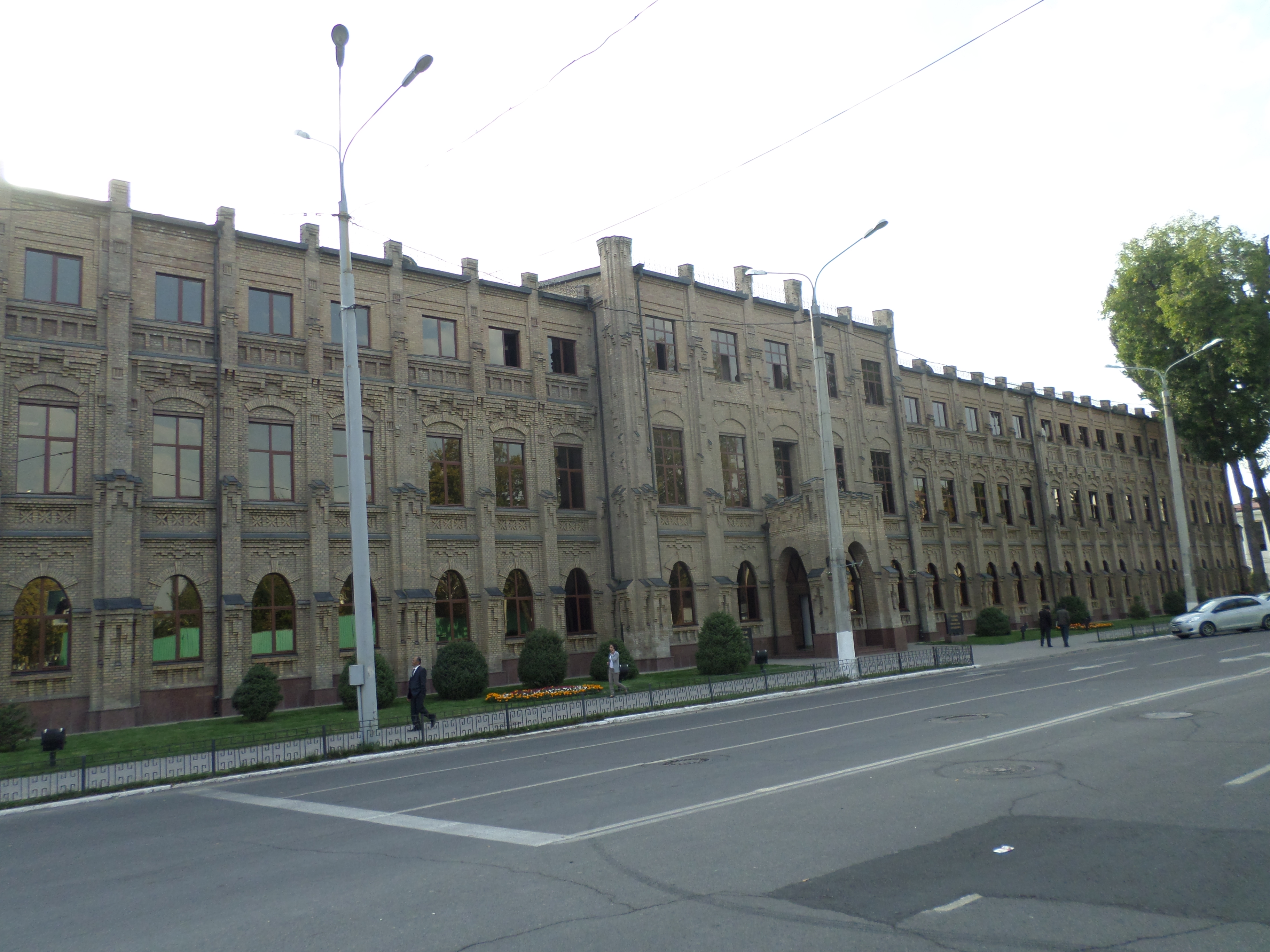
ウェストミンスター国際大学タシュケント校のキャンパス

タシュケントには、ウズベキスタン科学アカデミーのような国内でも重要とされる科学研究所が設置されている。タシュケントには大学や研究所をはじめとする複数の高等教育機関がある。

### 大学
主な大学
- タシュケント州立技術大学
- タシュケント情報技術大学[15]
- ウェストミンスター国際大学タシュケント校[16]
- ウズベキスタン国立大学[17]
- 世界経済外交大学
- タシュケント国立東洋学大学
- タシュケント州立経済大学
- タシュケント州立外国語大学
- タシュケント・イスラム大学[18]

### 研究機関
主な研究所
- タシュケント自動車道路建設研究所[19]
- タシュケント建築研究所[20]
- タシュケント州立法学研究所
- タシュケント金融研究所
- タシュケント小児医学研究所[21]
- シンガポール経営開発研究所タシュケント校[22]
- タシュケント紡績軽工業研究所[23]
- タシュケント鉄道輸送技術者研究所[24]
- 東洋学研究所

### その他の教育機関
- 音楽学校
- 国際ビジネススクール「ケラジャク・イルミ(Kelajak Ilmi)」[25]
- タシュケント州立医学アカデミー[26]

## 交通

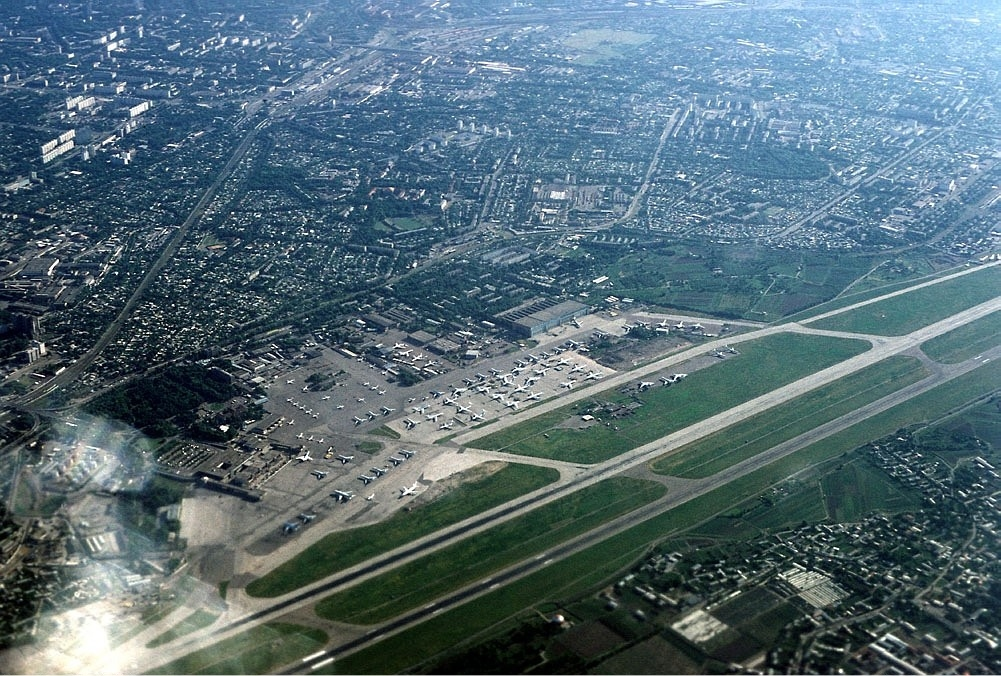
タシュケント国際空港

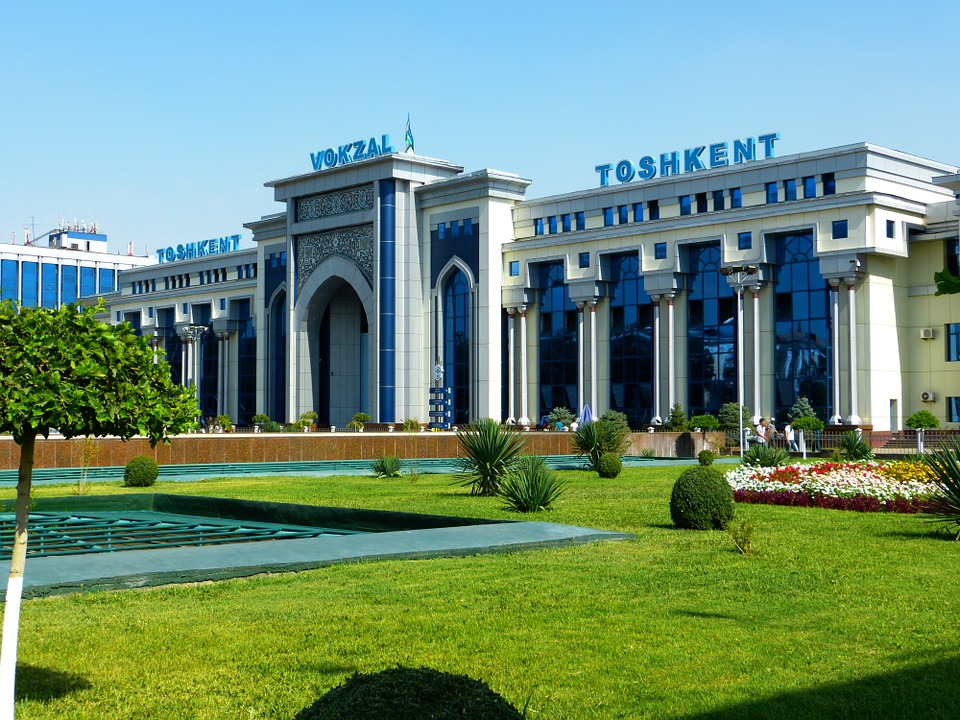
タシュケント駅

タシュケント地下鉄路線図

市内交通は、地下鉄、路線バスなどがある。タシュケント地下鉄は、中央アジア初で、ソ連時代にソ連で7番目の地下鉄として1977年に開業した（着工のきっかけとなったのは、1966年の地震である）。現在3路線で29駅。

### 空港
- タシュケント国際空港が12km南東にある。ウズベキスタンのみならず中央アジア最大の空港である。ウズベキスタンとアジア、ヨーロッパ、北アメリカ大陸を結ぶ空の玄関口となっている。

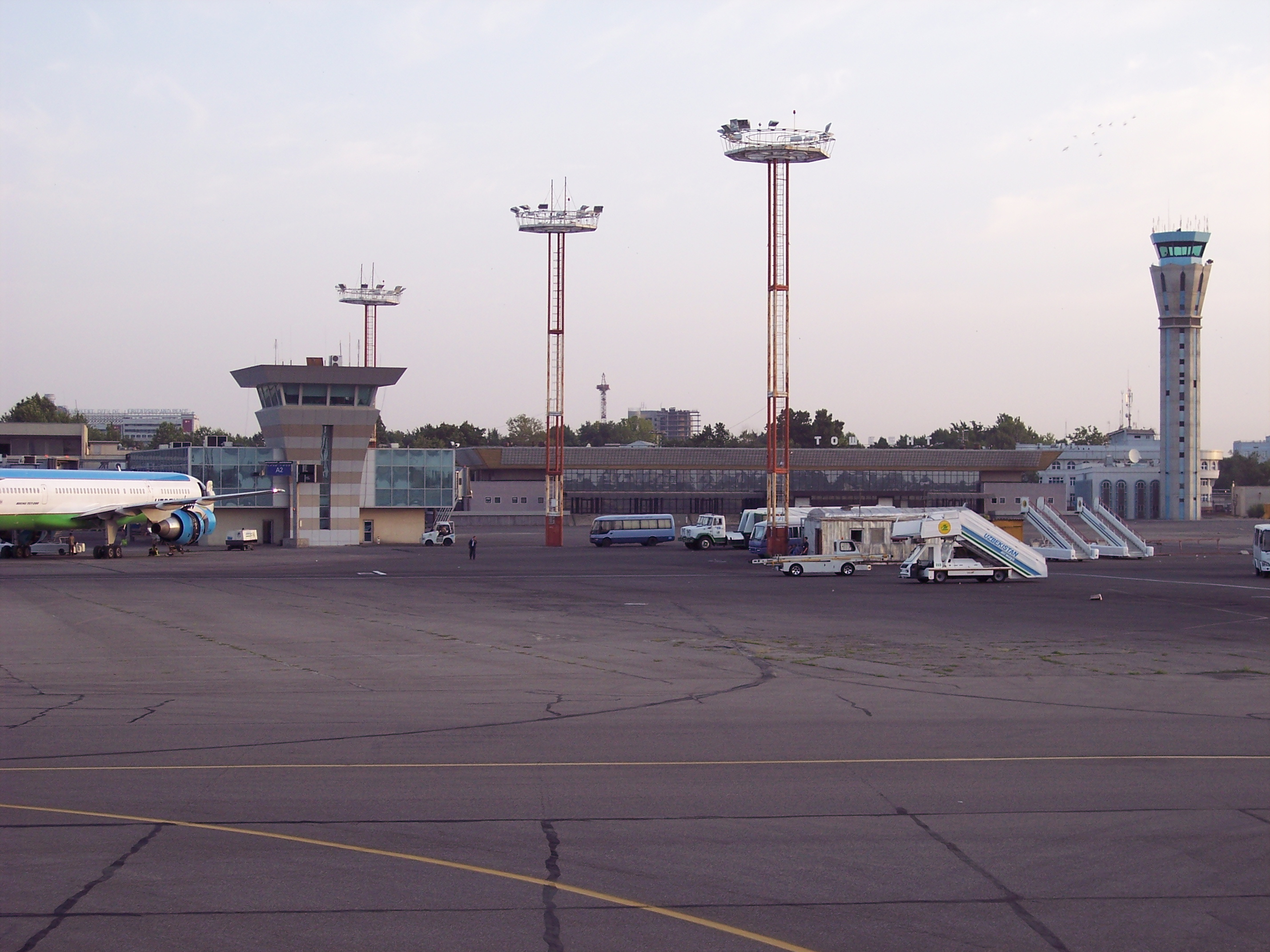
タシュケント国際空港のターミナル

### 鉄道
代表となる駅
- タシュケント駅と南駅の2つがある。

主な路線
- トランス・アラル鉄道
- トルキスタン・シベリア鉄道
- カスピ海横断鉄道
- タシュケント・サマルカンド高速鉄道
- タシュケント地下鉄
- タシュケント市電 - 2016年廃止

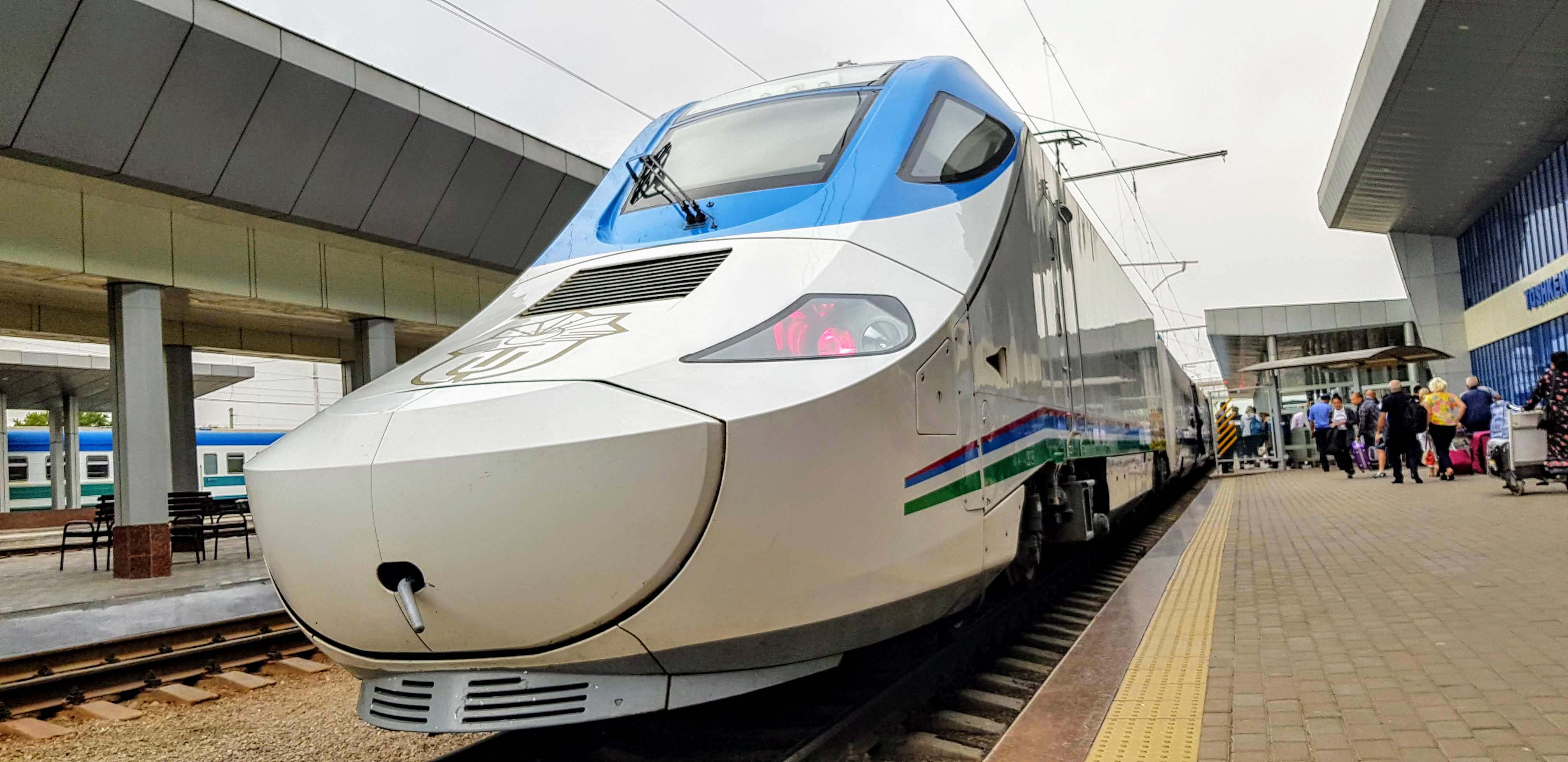
サマルカンドと約2時間で結ぶタシュケント・サマルカンド高速鉄道のアフラシャブ号
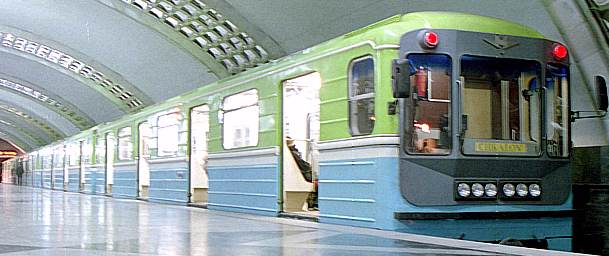
タシュケント地下鉄の車両

### バス
路線バス
- タシュケント市営バス
- タシュケント市営トロリーバス - 2010年廃止

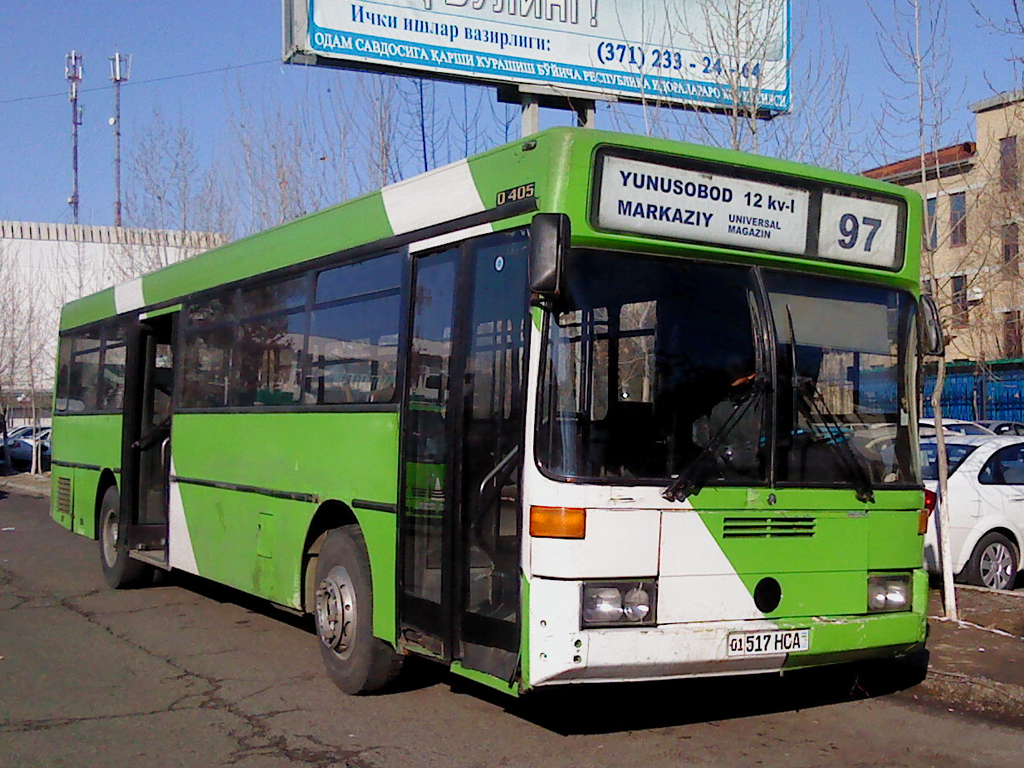
タシュケント市営バス
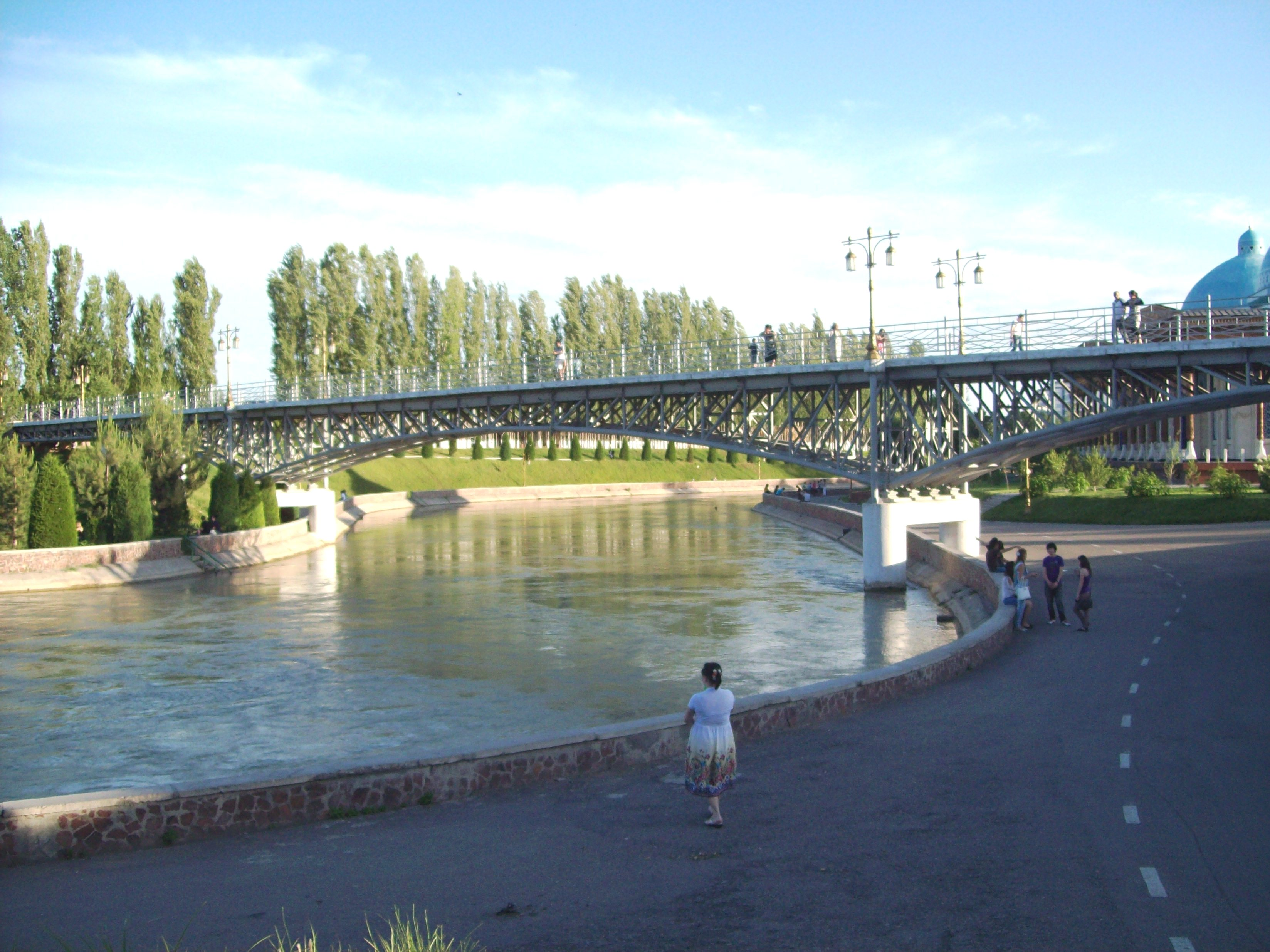
タシュケント市内の橋

## 気候
ケッペンの気候区分では地中海性気候に属する。夏は、7月の平均気温が27.8℃で、最高気温は40度に達する日も多く、暑さと乾燥が厳しいが朝晩は涼しくなる。冬は降水量が多く、1月の平均気温は1.9度と寒さはそれほど厳しくないため雨の場合が多いが、寒気による影響で積雪となることもある。年によってはマイナス15度前後まで下がることもあり、過去には-28.0度を記録している。年間平均気温は14.8度。年間総降水量は440mmである。
| タシュケント (1981-2010)の気候                                                         | タシュケント (1981-2010)の気候 | タシュケント (1981-2010)の気候 | タシュケント (1981-2010)の気候 | タシュケント (1981-2010)の気候 | タシュケント (1981-2010)の気候 | タシュケント (1981-2010)の気候 | タシュケント (1981-2010)の気候 | タシュケント (1981-2010)の気候 | タシュケント (1981-2010)の気候 | タシュケント (1981-2010)の気候 | タシュケント (1981-2010)の気候 | タシュケント (1981-2010)の気候 | タシュケント (1981-2010)の気候 |
| 月                                                                                     | 1月                            | 2月                            | 3月                            | 4月                            | 5月                            | 6月                            | 7月                            | 8月                            | 9月                            | 10月                           | 11月                           | 12月                           | 年                             |
| -------------------------------------------------------------------------------------- | ------------------------------ | ------------------------------ | ------------------------------ | ------------------------------ | ------------------------------ | ------------------------------ | ------------------------------ | ------------------------------ | ------------------------------ | ------------------------------ | ------------------------------ | ------------------------------ | ------------------------------ |
| 最高気温記録 °C （°F）                                                                 | 22.2 (72)                      | 25.7 (78.3)                    | 32.5 (90.5)                    | 36.4 (97.5)                    | 39.9 (103.8)                   | 43.0 (109.4)                   | 44.6 (112.3)                   | 43.1 (109.6)                   | 39.8 (103.6)                   | 37.5 (99.5)                    | 31.1 (88)                      | 27.3 (81.1)                    | 44.6 (112.3)                   |
| 平均最高気温 °C （°F）                                                                 | 6.8 (44.2)                     | 9.4 (48.9)                     | 15.2 (59.4)                    | 22.0 (71.6)                    | 27.5 (81.5)                    | 33.4 (92.1)                    | 35.7 (96.3)                    | 34.7 (94.5)                    | 29.3 (84.7)                    | 21.8 (71.2)                    | 14.9 (58.8)                    | 8.8 (47.8)                     | 21.6 (70.9)                    |
| 日平均気温 °C （°F）                                                                   | 1.9 (35.4)                     | 3.9 (39)                       | 9.4 (48.9)                     | 15.5 (59.9)                    | 20.5 (68.9)                    | 25.8 (78.4)                    | 27.8 (82)                      | 26.2 (79.2)                    | 20.6 (69.1)                    | 13.9 (57)                      | 8.5 (47.3)                     | 3.5 (38.3)                     | 14.8 (58.6)                    |
| 平均最低気温 °C （°F）                                                                 | −1.5 (29.3)                    | 0.0 (32)                       | 4.8 (40.6)                     | 9.8 (49.6)                     | 13.7 (56.7)                    | 18.0 (64.4)                    | 19.7 (67.5)                    | 18.0 (64.4)                    | 12.9 (55.2)                    | 7.8 (46)                       | 4.1 (39.4)                     | 0.0 (32)                       | 8.9 (48)                       |
| 最低気温記録 °C （°F）                                                                 | −28 (−18)                      | −25.6 (−14.1)                  | −16.9 (1.6)                    | −6.3 (20.7)                    | −1.7 (28.9)                    | 3.8 (38.8)                     | 8.2 (46.8)                     | 3.4 (38.1)                     | 0.1 (32.2)                     | −11.2 (11.8)                   | −22.1 (−7.8)                   | −29.5 (−21.1)                  | −29.5 (−21.1)                  |
| 降水量 mm （inch）                                                                     | 53 (2.09)                      | 64 (2.52)                      | 69 (2.72)                      | 61 (2.4)                       | 41 (1.61)                      | 14 (0.55)                      | 4 (0.16)                       | 1 (0.04)                       | 6 (0.24)                       | 24 (0.94)                      | 44 (1.73)                      | 59 (2.32)                      | 440 (17.32)                    |
| 平均降水日数                                                                           | 13.7                           | 12.3                           | 13.8                           | 12.9                           | 10.2                           | 5.1                            | 2.9                            | 1.9                            | 3.2                            | 8.1                            | 10.2                           | 12.8                           | 107.1                          |
| % 湿度                                                                                 | 73                             | 68                             | 62                             | 60                             | 53                             | 40                             | 39                             | 42                             | 45                             | 57                             | 66                             | 73                             | 56                             |
| 平均月間日照時間                                                                       | 124.0                          | 112.0                          | 155.0                          | 240.0                          | 310.0                          | 360.0                          | 403.0                          | 372.0                          | 300.0                          | 248.0                          | 150.0                          | 124.0                          | 2,898                          |
| 出典1：Pogoda.ru.net, World Meteorological Organisation (number of precipitation days) |                                |                                |                                |                                |                                |                                |                                |                                |                                |                                |                                |                                |                                |
| 出典2：Hong Kong Observatory (sun only)                                                |                                |                                |                                |                                |                                |                                |                                |                                |                                |                                |                                |                                |                                |

## 観光

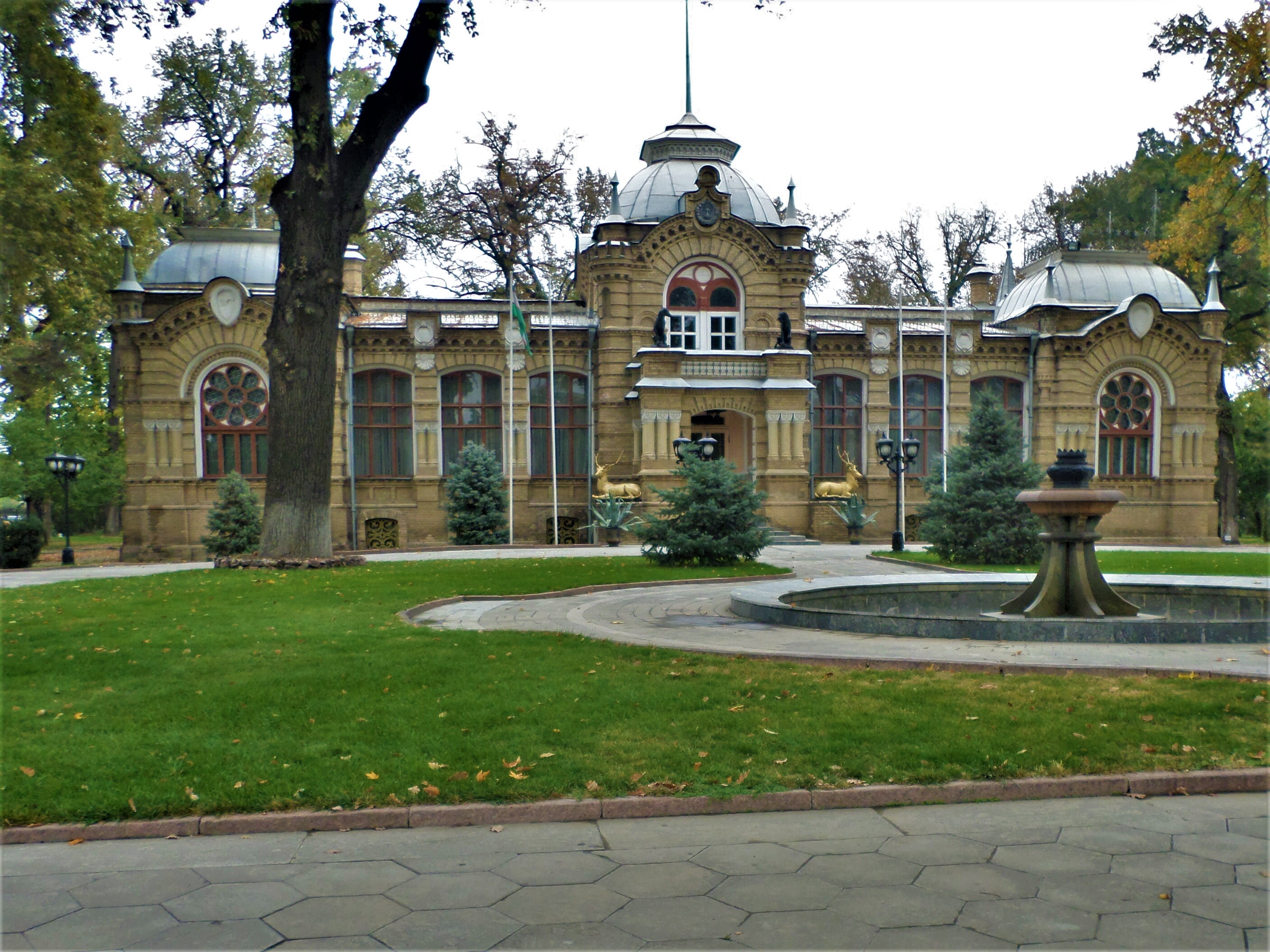
ウズベキスタン外務省迎賓館

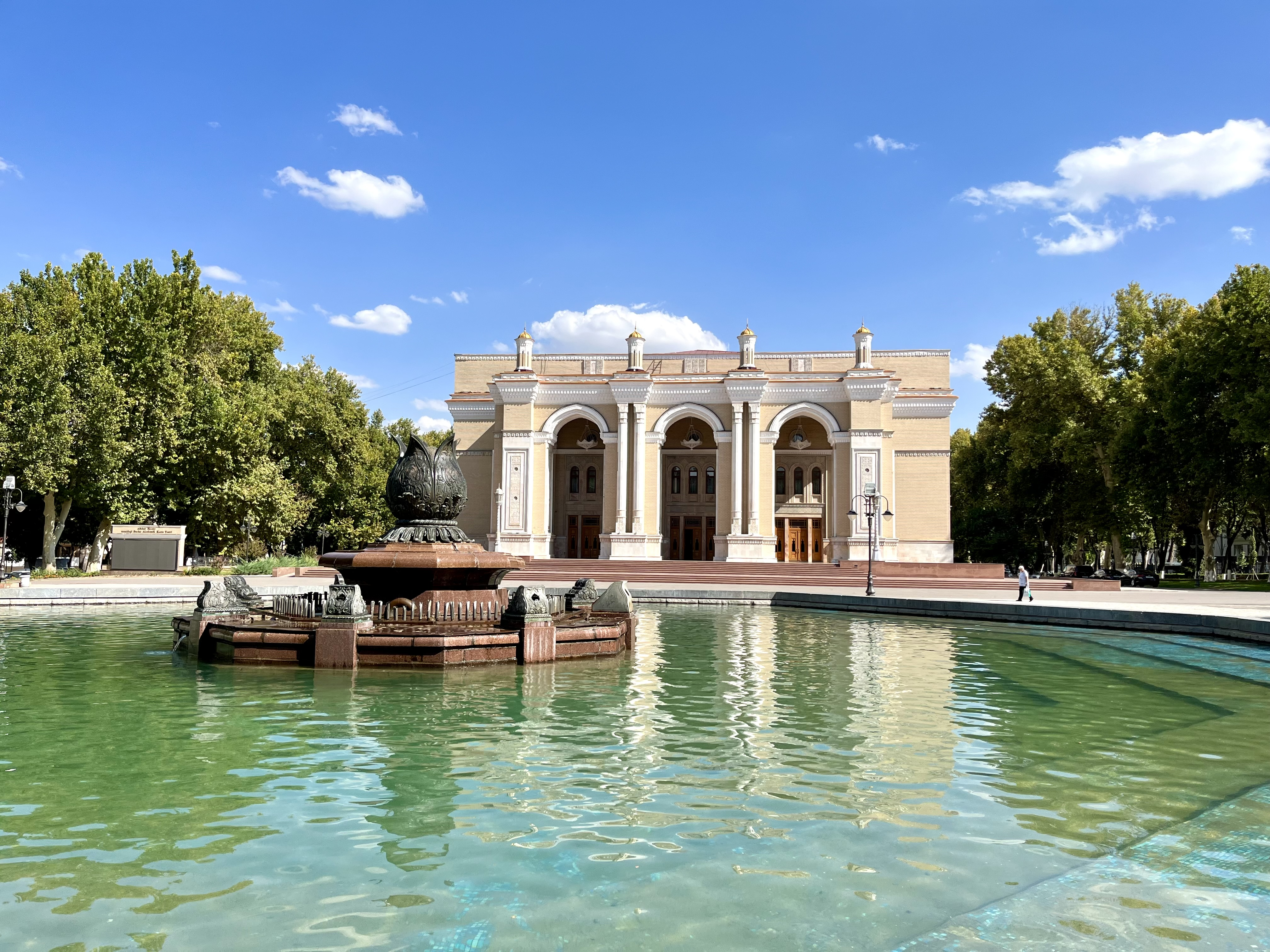
ナヴォイ劇場

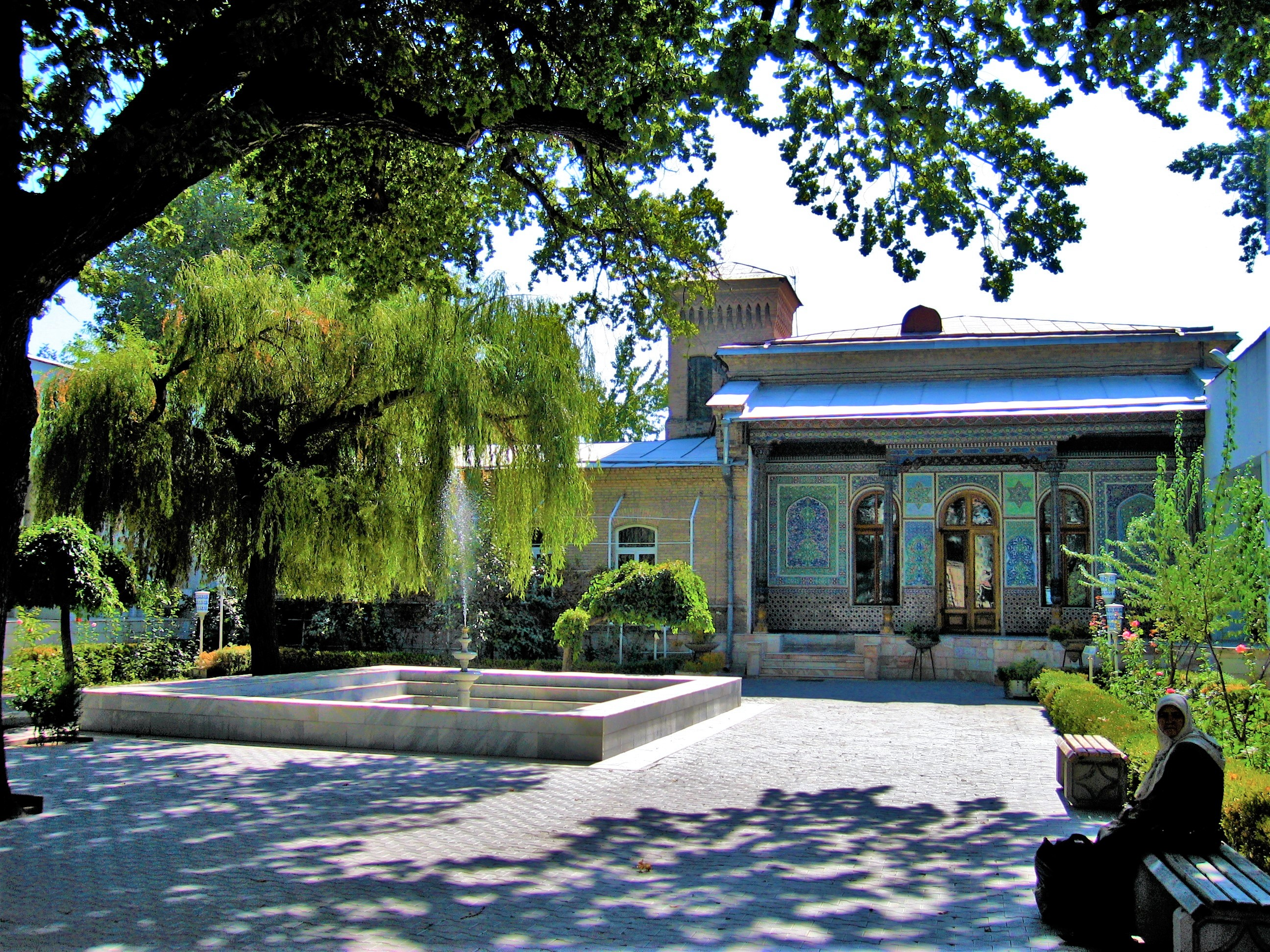
ウズベキスタン国立応用美術館

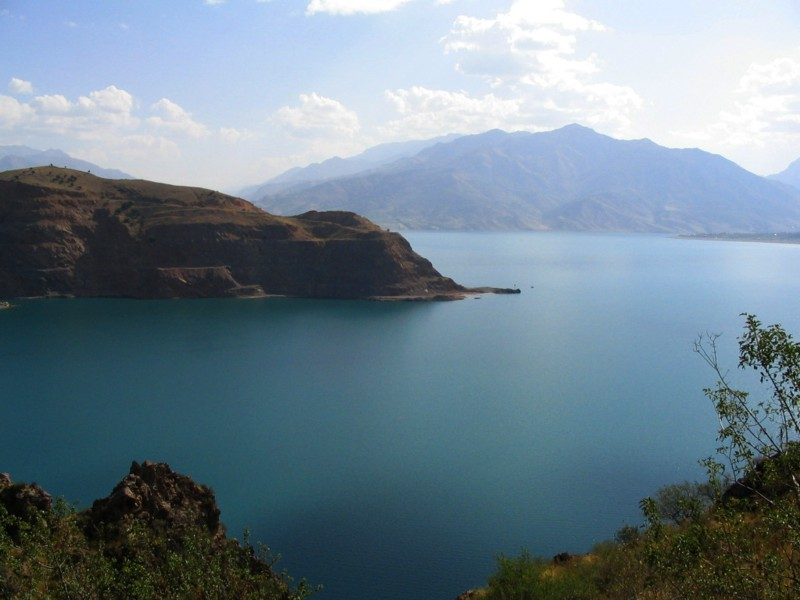
チャルヴァク湖

1917年のロシア革命で一旦古い町並みが破壊され、さらに1966年のタシュケント地震で古い建物はほとんどが破壊されたため歴史ある建物は数少ない。しかし、タシュケントはソビエト連邦時代に建設されたモニュメントなどの像が多く街に残っている。ウズベキスタンの首都、および中央アジア最大の都市ということもあり、観光施設も多い。

### 観光スポット
主な観光施設
- タシュケントタワー、中央アジアで最も高い建築物である。(375メートル)
- クケルダシュ・マドラサ、ブハラ・ハン国のアブドゥッラーフ2世 (1557-1598) の治世に建設されたマドラサ。現在マー・ワラー・アンナフルイスラム会により修復作業が行われている。内部を博物館へと作り変える議論も行われているが、2013年時点ではモスクとして使用されている。
- チョルスー・バザール、クケルダシュ・マドラサの付近に位置する。巨大な屋外バザールはタシュケント旧市街の中心的な役割を担っている。想像しうる全ての物が販売されているとされる。
- テリャシャヤフ・モスク (ハスト・イマーム・モスク)、このモスクには世界最古のクルアーン (イスラム教の教典) とされるウスマーン写本が置かれている。殺害された第3代正統カリフ、ウスマーンの血痕が付着しているとされる。ティムールによりサマルカンドへと持ち帰られたと考えられている。トルキスタン総督府時代に一旦サンクトペテルブルクへと持ち去られたものの、1924年に再びウズベキスタンに返還された[31]。
- ユーヌス・ハーン廟群、15世紀に建設された3つの霊廟の集合体。19世紀に修復作業が行われた。最大の霊廟はムガル帝国の創始者バーブルの祖父であった ユーヌス・ハーンの墓である。
- ウズベキスタン外務省迎賓館 (旧称: ニコライ・コンスタンチノヴィチ・ロマノフ大公宮殿)、1891年にロシア帝国の主な地域から追放されてタシュケントに住み始めたロシアの皇族ニコライ・コンスタンチノヴィチの宮殿として建設され、現在はウズベキスタン外務省の迎賓館として利用されている。以前にはウズベキスタン国立美術館として利用されていた。ソ連建築の中、イギリス風の建築は目立つ。
- アリシェル・ナヴォイ・オペラ・バレエ劇場、モスクワにあるレーニン廟と同じ設計者であるアレクセイ・シューセフにより設計された。第二次世界大戦の後、シベリア抑留により日本軍捕虜らが多数タシュケントへと連行され、この建物の礎を築いた。
- タシケント抑留日本人墓地、ヤッカサライ市民墓地内にある日本人墓地。ウズベキスタンで亡くなった日本軍捕虜は884名、そのうちタシュケントで命を落とした87名が眠る[32]。ヤッカサライ市民墓地の入り口前には、「ウズベキスタンで1940年代に生活した日本人の記録」資料館がある。
- ウズベキスタン国立美術館、世界各国の美術品約5万点の展示。主力は近世ロシアの美術品コレクション。手製の刺繍であるスーザニのような、19～20世紀の近代応用美術品とともに、ロシア帝国以前のソグディアナの壁画、仏像やゾロアスター教美術のような美術品が展示されている。より興味深いのは、タシュケントに幽閉されていたニコライ・コンスタンチノヴィチ大公が、自身の宮殿を華やかなものとするためにエルミタージュ美術館から借りて、返還されなかった絵画の大規模コレクションである。美術館の後ろには小さな公園があり、1917年のロシア革命と1919年のコンスタンチン・オシポフ（ロシア語版）の反乱で死亡したボルシェヴィキの荒れ果てた墓がある。ここにはウズベクSSR初の大統領ユルダシュ・アフンババイェフも眠っている。
- ウズベキスタン国立応用美術館、陶芸品など、19世紀前半の美術品約7000点が展示。伝統のある施設はロシア帝国の裕福な外交官から寄付されたものであり、施設自体が主な見どころとなっている。また19～20世紀の中央アジアやロシアの応用美術品が展示されている。
- ウズベキスタン国立歴史博物館、ウズベキスタン国内だけでなく中央アジア最古の歴史博物館である。
- アミール・ティムール博物館、鮮やかな青のドームと東洋風の内装が非常に目を引く建物。ティムール朝時代に関する展示を行なっている他、イスラム・カリモフ大統領の展示もある。隣接するアミール・ティムール広場には馬の背に乗ったティムールの像が設置されており、付近の広い庭園と噴水は市民の憩いの場となっている。
- ナヴォイ文学博物館、ウズベキスタン文学最大の英雄とされるアリー・シール・ナヴァーイー（アリシェル・ナヴァーイー）を記念した博物館。レプリカの著書のほか、ペルシアのカリグラフィーや15世紀のミニアチュール（英語版）などが展示されている。
- タシュケント動物園、水族館も併設。約370種の生物が展示されている。

アミール・ティムール広場に設置されていたロシア正教会は1898年に建設されたが、2009年に取り壊された。
また、タシュケント郊外のチャルヴァク湖は行楽地として有名で、マリンスポーツ、ウィンタースポーツを楽しむことができる。

## 文化･名物

### スポーツ

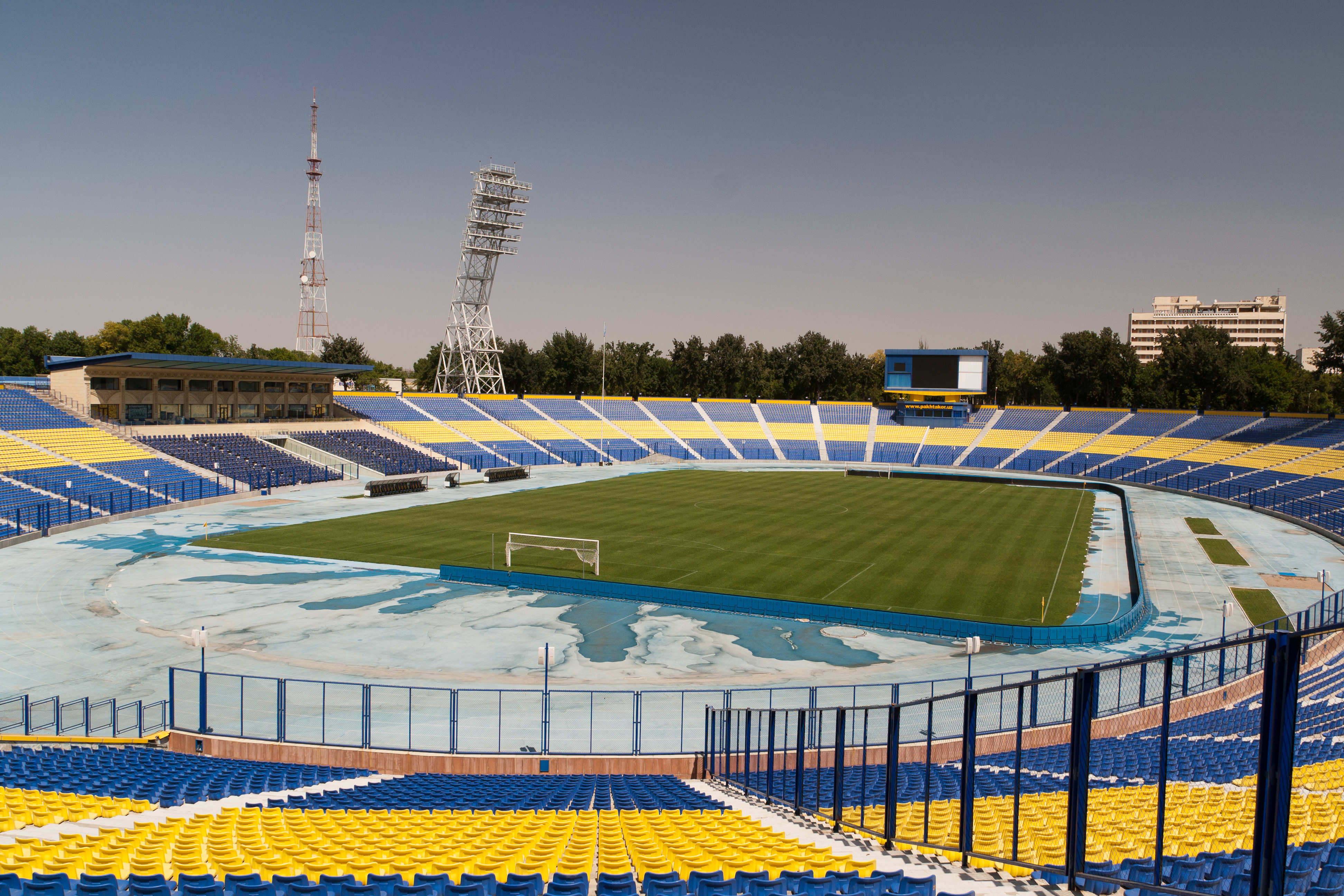
国立競技場、パフタコール・マルカジイ・スタジアム

#### サッカー
サッカーはタシュケントで最も人気の高いスポーツであり、タシュケントを本拠地とするサッカークラブ、FCパフタコール・タシュケント、PFCロコモティフ・タシュケント、FCブニョドコルが国内最上位リーグのウズベク・リーグに参加している。FCブニョドコルは2008年にAFCチャンピオンズリーグの決勝トーナメントにまで進出、2012年にはAFCチャンピオンズリーグ2012でベスト4にまで進出した。サッカー選手のピーター・オデムウィンギーやサンジャール・トゥルスノフもまたこの街の出身である。

#### アイスホッケー
フモ・タシュケントは将来KHL加盟を目指すアイスホッケークラブで、2019年に発足。同市内のフモ・アリーナが本拠。

#### テニス
世界でも有名な自転車競技選手ジャモリディネ・アブドヤパロフはこの街の出身である。また、テニス選手のデニス・イストミンはこの街で育った。
アクグル・アマンムラドワやイロダ・ツルヤガノワもまたタシュケント出身のテニス選手として名高い。

#### 新体操
新体操選手のアリーナ・カバエワや体操選手のアレクサンデル・シャティロフはこの街の出身である。

#### カヌー
カヌー競技のカヤック一人乗り500mスプリント前世界王者でオリンピック銅メダリストのミカエル・コルガノフもまたタシュケント出身である。

## 対外関係

### 姉妹都市･提携都市
- ビシュケク（キルギス共和国 特別市）
- アスタナ（カザフスタン共和国 特別市）
- アルマトイ（カザフスタン共和国 特別市）
- 名古屋市（日本国 中部地方 愛知県）[37]
- 北京市（中華人民共和国 直轄市）
- ソウル（大韓民国 特別市）
- カラチ（パキスタンイスラム共和国 シンド州）
- アンカラ（トルコ共和国 中央アナトリア地方 アンカラ県）
- イスタンブール（トルコ共和国 マルマラ地方 イスタンブール県）
- コルトレイク（ベルギー王国 フランデレン地方 ウェスト･フランデレン州）
- ベルリン（ドイツ連邦共和国 都市州）
- ハスコヴォ（ブルガリア共和国 ハスコヴォ州）
- リガ（ラトビア共和国 直轄市）
- スコピエ（北マケドニア共和国 スコピエ地方）
- モスクワ（ロシア連邦 連邦市）
- ドニプロ（ウクライナ ドニプロペトロウシク州）
- キーウ（ウクライナ 特別市）
- シアトル（アメリカ合衆国 ワシントン州 キング郡）
- カイロ（エジプトアラブ共和国 カイロ県）
- チュニス（チュニジア共和国 チュニス県）

## ギャラリー

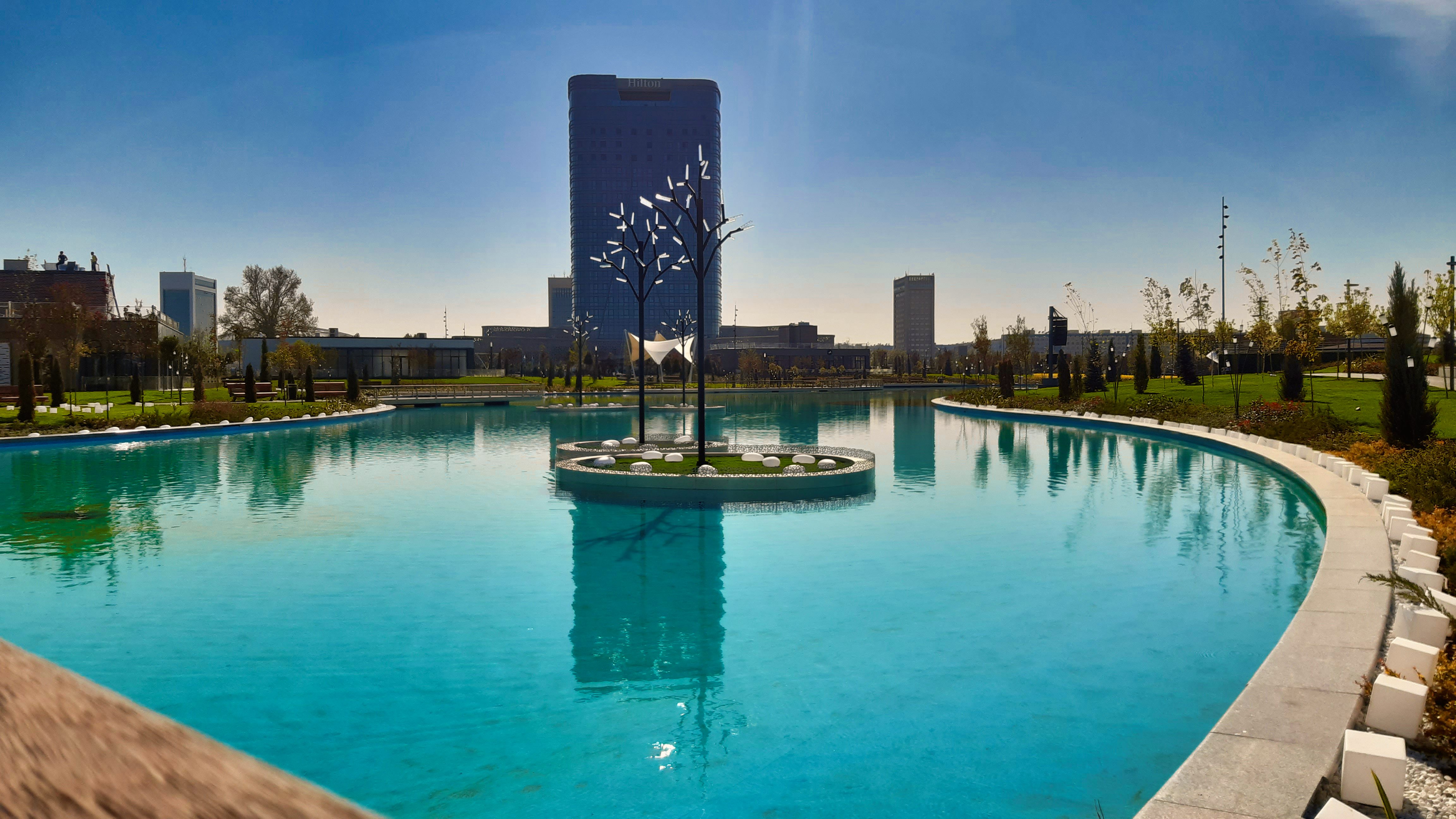
タシュケント市立公園
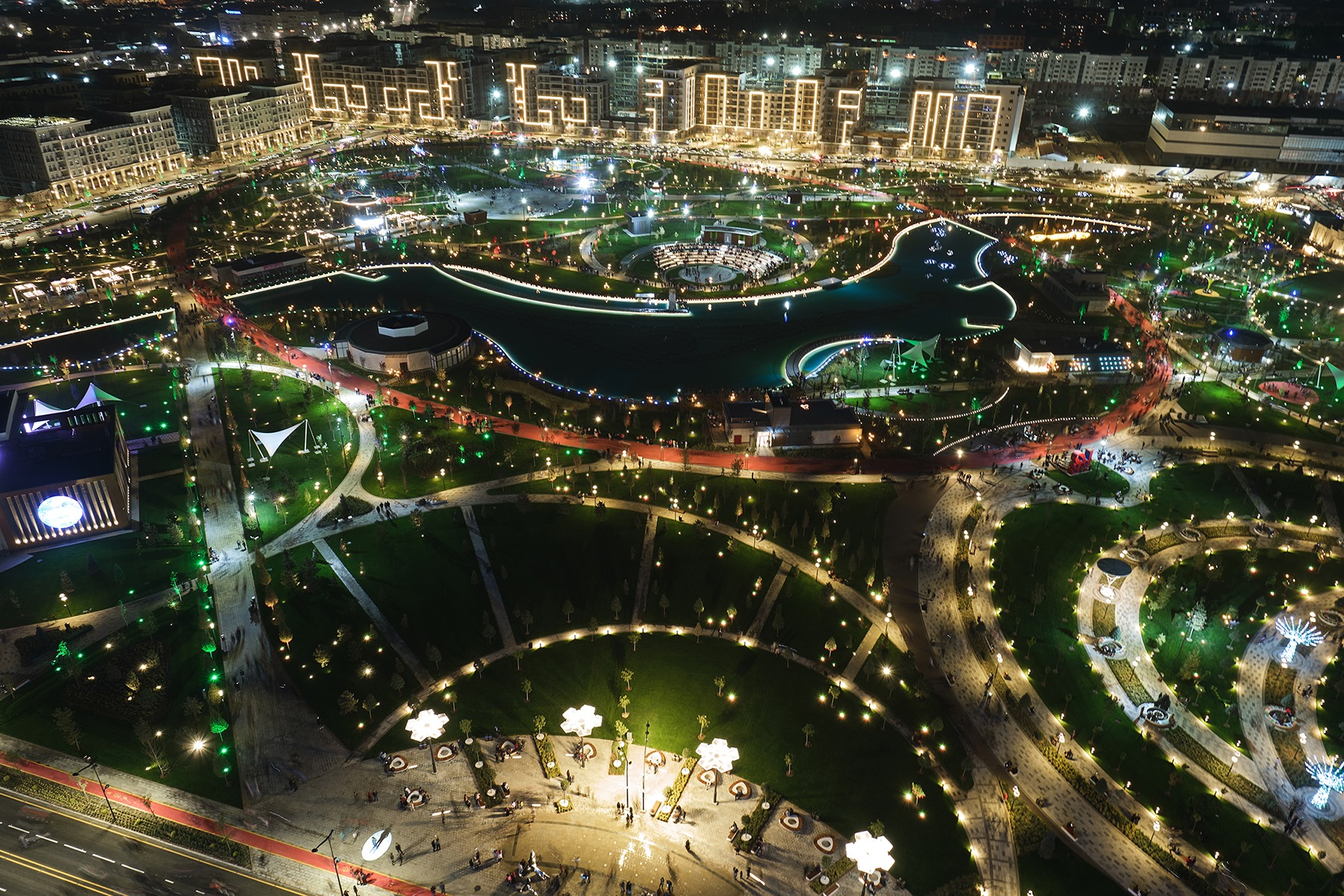
タシュケント市立公園夜景
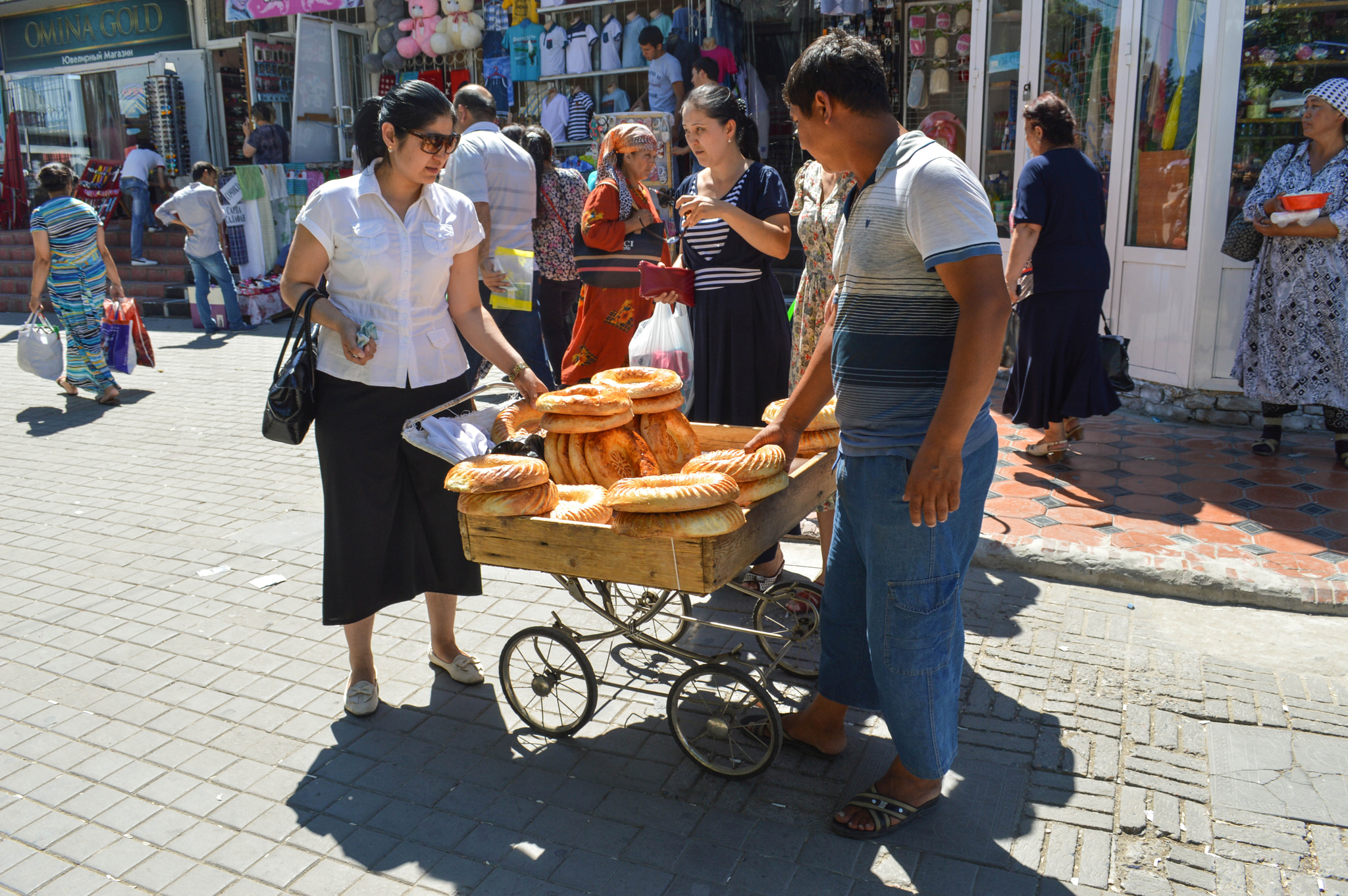
市場通りのパン屋